# С добрым утром! (мультфильм, 1992)
«С добрым утром!» — российский короткометражный рисованный мультфильм 1992 года режиссёра Андрея Ушакова по его же сценарию.
Третий из трёх сюжетов мультипликационного альманаха «Весёлая карусель» № 24.
В мультфильме звучит песня Дюка Эллингтона «It Don’t Mean a Thing (If It Ain’t Got That Swing)». Музыка исполнена в стиле джаз.

## Сюжет
Мультфильм про Кота, который предпринимает различные усилия, чтобы разбудить своего хозяина и отправить его на работу. Но после того как все его попытки становятся безуспешными (ведь хозяин не хочет идти на работу из-за дождливой погоды на улице), кот сам одевается в одежду хозяина и идёт вместо него на работу, встречая в лифте целую группу таких же, как он, домашних животных, идущих на работу вместо своих хозяев.

## Фестивали и премии
- 1993 — МКФ «КРОК» — приз «Дебют»
- 1994 — МКФ в Берлине — участие в программе Kinderfilmfest

## Съёмочная группа
| режиссёр               | Андрей Ушаков                  |
| сценарист              | Андрей Ушаков                  |
| художники-постановщики | Татьяна Строева, Андрей Ушаков |
| фильм озвучивал        | Алексей Птицын                 |